# Zarvanți (Iakușînți), Vinnîțea
Zarvanți (în ucraineană Зарванці) este un sat în comuna Iakușînți din raionul Vinnîțea, regiunea Vinnița, Ucraina.

## Demografie
Componența lingvistică a localității Zarvanți
     Ucraineană (96,85%)
     Rusă (3,09%)
     Alte limbi (0,06%)
Conform recensământului din 2001, majoritatea populației localității Zarvanți era vorbitoare de ucraineană (96,85%), existând în minoritate și vorbitori de rusă (3,09%).